# Грундгоф
Грундгоф (нім. Grundhof) — громада в Німеччині, розташована в землі Шлезвіг-Гольштейн. Входить до складу району Шлезвіг-Фленсбург. Складова частина об'єднання громад Лангбалліг.
Площа — 11,56 км2. Населення становить 914 ос. (станом на 31 грудня 2020).